# Laureldale
Laureldale  è una borough degli Stati Uniti d'America, nella contea di Berks nello Stato della Pennsylvania. Secondo il censimento del 2000 la popolazione è di 3.759 abitanti.

## Società

### Evoluzione demografica
La composizione etnica vede una maggioranza della razza bianca (95.90%), seguita da quella afroamericana (0,74%) dati del 2000.
| borough di Laureldale Popolazione |       |
| 2000                              | 3.759 |
| Stima al 2009                     | 3.752 |